# Playa de La Butibamba
La Playa de La Butibamba, también llamada playa de La Cala, es una playa de Mijas, en la Costa del Sol de la provincia de Málaga, Andalucía, España. Se trata de una playa urbana de arena oscura y aguas tranquilas situada en el núcleo de La Cala. Tiene unos 1.300 metros de longitud y unos 20 metros de anchura media. Es una playa con un grado de ocupación alto que cuenta sólo con los servicios propios de las playas urbanas.
La playa ha recibido varios años la bandera azul otorgada por una organización privada y es escenario de conciertos y otras actividades nocturnas durante los meses de verano.  